# Alto Puelo
Alto Puelo es una localidad ubicada junto Río Puelo en el Valle de Río Puelo próximo al Estuario de Reloncaví, forma parte integrante de la comuna de Cochamó, en la Región de Los Lagos, Chile.
Alto Puelo se encuentra solo a 2 kilómetros de la localidad de Río Puelo concentra gran parte de la oferta de alojamiento turístico del área.
En Alto Puelo se encuentra la escuela rural Santa Águeda.